# Ammar Al-Tahan
Ammar Al-Tahan (ar. عمار الطحان;ur. 1 stycznia 2003) – syryjski zapaśnik walczący w stylu klasycznym.
Brązowy medalista igrzysk panarabskich w 2023. Trzeci na mistrzostwach arabskich juniorów w 2022 roku. 